# Atila Pesyani
Atila Pesyani (en persa: آتیلا پسیانی; Teherán, 30 de abril de 1957-París, 6 de octubre de 2023) fue un actor iraní.

## Biografía
Atila Pesyani nació el 30 de abril de 1957 en Teherán. Su madre fue la actriz Jamileh Sheykhi. Realizó sus estudios en la Facultad de Bellas Artes de la Universidad de Teherán.
Durante sus más de cuatro décadas de actividad, fue considerado uno de los actores iraníes más prolíficos y apareció en más de 40 espectáculos, unas 80 películas y más de 70 series. Pesyani es considerado uno de los pioneros del teatro experimental en Irán.
Falleció el 6 de octubre de 2023 en París. Tenía 66 años y padecía de un cáncer de estómago.

## Filmografía

### Cine
- Telesm (1987)
- Parvaz-e panjome Juin (1989)
- Dos películas y un boleto (1991)
- Mosaferan (1992)
- Khakestar-e sabz (1994)
- Rooz-e sheytan (1994)
- Dar Kamale Khoonsardi (1995)
- Aghrab (1996)
- Ghaede Bazi (1997)
- Diplomat (1997)
- Haft Sang (1998)
- Do zan (1999)
- Hiva (1999)
- Nasl-e sookhte (1999)
- Ab va Atash (2001)
- Nimeh-ye penhan (2001)
- Shaam-e-akhar (2002)
- Safar be farda (2002)
- Gahi be aseman negah kon (2003)
- Jayi baraye zendegi (2003)
- Coma (2004)
- Barg-e barande (2004)
- Mojarrad-ha (2004)
- Spaghetti in 8 Minutes (2005)
- Madar Sedamo Mishenavi (2005)
- Kargaran mashghoole karand (2006)
- Shabaneh (2006)
- Atash bas (2006)
- Che kasi Amir ra kosht? (2006)
- Padashe sokoot (2007)
- Hess-e Penhan (2007)
- Bandbaz (2007)
- 3 zan (2008)
- Amade Bash (2008)
- Takht-e Jamshid, Sir Roosevelt (2008)
- Bazgasht (2008)
- Mouse (2009)
- Tehroun (2009)
- Doozakh, Barzakh, Behesht (2009)
- Sedaha (2009)
- Yek rooz e ghashang e barfi (Corto - 2009)
- Az raeesjomhoor padash nagirid (2009)
- Salam Bar Eshgh (2010)
- Owbash (2010)
- Zamani Baraye Shokhm Zadan (2010)
- Farzand-e sobh (2011)
- Sout-e payan (2011)
- Dar Emtedad Shahr (2011)
- Pizza Makhlot (2011)
- Ye Asheghane-ye Sadeh (2012)
- The President's Cell Phone (2012)
- The Wooden Bridge (2012)
- Private Life (2012)
- Asheghane-i Baraye Sarbaz-e Vazife Rahmat (2013)
- Self Hitting (2013)
- Hich Koja Hich Kas (2013)
- Nazanin (2013)
- Ta Farda (2013)
- Negar's Role (2014)
- Cease Fire 2 (2014)
- Mastane (2014)
- Akharin Bar Key Sahar Ra Didi (2016)
- Sianor (2016)
- It Happened at Midnight (2016)
- Delbari (2016)
- Negar (2017)
- Kargar sadeh niazmandim (2017)
- Millioner Mayami (2017)
- Jadeh Ghadim (2018)
- Gorooh-e Alma (2018)
- Sorkhpust (2019)
- Gholamreza Takhti (2019)
- Siah Baz (2021)
- No.3 Azar Shahr. Street (2021)
- Selfie with Democracy (2023)

### Series
- Masal Abad (Miniserie - 1981)
- Mahalle Boro Biya (1983)
- Mahalle Behdasht (1984)
- Simorgh (Miniserie - 1992)
- Khorshid-e Shab (1994)
- Khanevade-ye Rezayat (1996)
- Dirty Hands (Miniserie - 1981-1999)
- Sherkat (1998)
- Marg dar sokoot (Miniserie - 1999)
- Baran-e Eshgh (2001)
- Gomgashte (2001)
- Baq-e Bolur (2002)
- Rantkhar-e Koochak (2003)
- Eshghe Gomshode (2004)
- Zir-e tigh (2006)
- Akherin Gonah (2006)
- avalin shab aramesh (2006-2007)
- Rahe bi payan (2007-2008)
- Bidari (2007)
- Golha-ye Garmsiri (2008)
- Kolah Ghermezi 88 (2009)
- Rastegaran (Miniserie - 2010)
- Char Divari (2010)
- Under 8 (2010)
- 3-5-2  (2011)
- Khodahafez bache (2012)
- A Piece of Land (2012)
- Rastash Ra Begoo (2012)
- Divar (2012)
- Khanei Rooye Tape (Miniserie - 2013)
- Madarane (2013)
- Bigharar (2013)
- Enqelab-e Ziba (2014)
- Pardeneshin (2014)
- On Call for the Heart (Miniserie - 2015)
- Bazm-e Akhar (Miniserie - 2015)
- My Sky (2015)
- Aram Migirim (2016)
- Keshik-e Ghalb (Miniserie - 2016)
- Bacheha Negah Mikonand (2016)
- Zir-e Paay-e Madar (2017-2018)
- Madineh (2017)
- Ashoob (Miniserie - 2017)
- Forbidden (2018-2019)
- Ba Khaneman (2019-2020)
- Marzieh (2019)
- Boom O Banoo (2020)
- Hambazi (2020-)
- Barf Bi Seda Mibarad (2021-)
- Mardome Mamooli (2021-)
- Chameleon (2022-)
- The Innocent (2022-)

### Películas de TV
- OutCast (2007)
- Bazgasht (2007)
- Havel Halena (2009)
- Dastha Negah Mikonand (2011)